# Elbert Hubbard
Elbert Green Hubbard (Bloomington, Illinois, 19 de juny de 1856 - Oceà Atlàntic, 7 de maig de 1915) fou un escriptor, editor, artista i filòsof estatunidenc. Criat a Hudson (Illinois), va tenir un èxit primerenc com a venedor ambulant de la companyia de sabó Larkin. Hubbard avui dia és més conegut per ser el fundador de la comunitat artesanal Roycroft a East Aurora, Nova York, un exponent influent del moviment Arts and Crafts. Entre les seves nombroses publicacions es troba l'obra de catorze volums Little Journeys to the Homes of the Great i la història curta A Message to Garcia. Ell i la seva segona esposa, Alice Moore Hubbard, van morir a bord del RMS Lusitania quan va ser enfonsat per un submarí alemany a la costa d'Irlanda el 7 de maig de 1915.

## Primers anys
Hubbard va néixer a Bloomington, Illinois, fill de Silas Hubbard i Juliana Frances Lee el 19 de juny de 1856. A la tardor de 1855, els seus pares s'havien traslladat a Bloomington des de Buffalo, Nova York, on el seu pare tenia una consulta mèdica. En trobar difícil d'establir-se a Bloomington, principalment a causa de la presència de diversos metges prèviament establerts, el doctor Silas es va mudar amb la seva família a Hudson l'any següent.:7 "Bertie", malnom que li havia posat la seva família, tenia dos germans grans: Charlie, que es va estar molt de temps al llit a causa d'una caiguda quan era jove, i Hannah Frances, de malnom "Frank" com la seva mare.:10–11Charlie va morir als nou anys, quan Elbert tenia tres anys i mig. Elbert també va tenir tres germanes més joves, Mary, Anna Miranda i Honor.:11–12
Els nens dels Hubbard van assistir a l'escola pública local, un petit edifici amb dues sales que donaven a un cementiri. Trenta anys més tard, Elbert va descriure els seus dies d'escola com a "esplèndids" i "tenyits sense rastre de tristesa ... No tenia cap ambició, llavors, estava segur que algun dia podria delimitar l'escola, proposar un problema en fraccions que portaria de corcoll el professor i jugar a les dames d'una manera que fes que el meu nom fos conegut a tot el municipi".:14 Mary recordaria el paper del seu germà gran com a molèstia escolar, i va assenyalar que "molestava els seus mestres ... de tant en tant bramant de forma inapropiada quan el seu sentit de l'humor massa sensible li feia pessigolles".:15
La primera empresa comercial d'Elbert va vendre productes de sabó Larkin, una carrera que el va portar aBuffalo, Nova York. Les seves innovacions per a Larkin incloïen primes i "mostres de prova".

## Creences religioses i polítiques
Sóc anarquista. Tots els homes bons són anarquistes. Tots els homes cultes, amables; tos els cavallers; tots els homes justos són anarquistes. Jesús era anarquista. 
Hubbard es definia a si mateix com a anarquista i socialista.:149 Hreia en la llibertat social, econòmica, nacional, política, mental i espiritual.:ii Al seu llibre A Message to Garcia and Thirteen Other Things (1901), Hubbard explica el seu Credo quan escriu "Crec que John Ruskin, William Morris, Henry Thoreau, Walt Whitman i Lev Tolstoi són profetes de Déu, i haurien d'estar classificats, a nivell de coneixement mental i espiritual, al costat de Elies, Osees, Ezequiel i Isaïes.":i
Hubbard va escriure una crítica sobre la guerra, la llei i el govern en el llibret Jesus Was An Anarchist (1910). Publicat originalment com a The Better Part a l'obra A Message to Garcia and Thirteen Other Things, Ernest Howard Crosby descrigué l'assaig de Hubbard com a "el millor que mai hagi escrit Elbert."
Un altre llibre que va escriure Hubbard es titula Health and Wealth. Va ser publicat el 1908 i inclou molts truismes curts.

## Roycroft

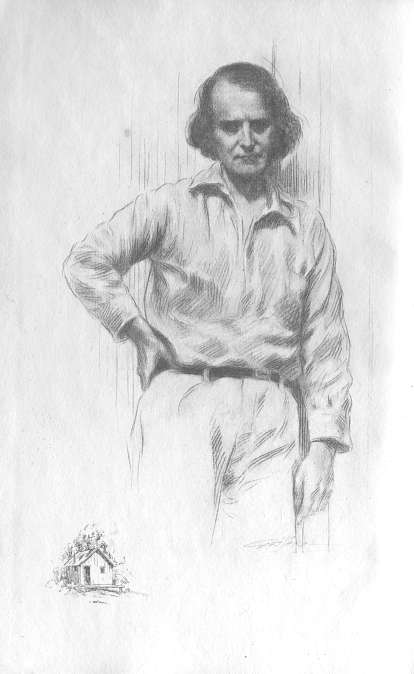
Elbert Hubbard il·lustrat al frontispici de The Mintage.

La seva obra més coneguda va arribar després de fundar Roycroft, una comunitat d'Arts and Crafts a East Aurora, Nova York el 1895. Aquesta va créixer a partir de la seva impremta privada que havia iniciat en col·laboració amb la seva primera dona, Bertha Crawford Hubbard, la Roycroft Press, inspirada per la Kelmscott Press de William Morris.Tot i ser coneguda amb el nom de "Roycroft Press" ber col·legues d'aquesta època i historiadors de la impremta, l'organització s'anomenava a si mateixa "The Roycrofters" i "The Roycroft Shops".
Hubbard va editar i publicar dues revistes: The Philistine i The Fra. The Philistine, presentat amb paper de carnisseria marró, contenia principalment sàtires i rareses. (El mateix Hubbard va assenyalar que la portada era de paper de carnisseria perquè: "Hi ha carn a dins".
 The Roycrofters produïa llibres atractius, de vegades excèntrics, impresos en paper fet a mà, i gestionava una enquadernadora fina, una botiga de mobles i botigues productores d'articles de marroquineria i articles de coure. Van ser un dels principals productors de mobiliari d'estil Missió.
La segona muller de Hubbard, Alice Moore Hubbard, havia estudiat a l'Emerson College de Boston, centre de tendència Nou Pensament, i era una destacada sufragista. Les botigues Roycroft es van convertir en un lloc per a trobades i convencions de radicals, lliurepensadors, reformistes, i sufragistes. Hubbard va esdevenir un popular conferenciant, i la seva filosofia casolana va evolucionar des d'un socialisme lliure, inspirat per William Morris, fins a una defensa ardent de la lliure empresa i el saber fer nord-americà. Hubbard es burlava de la premsa socialista per "vendre's". Va respondre que no havia renunciat a cap dels seus ideals, sinó que simplement havia perdut la fe en el socialisme com a mitjà de realitzar-los.
Un exemple del seu estil crític i trinxador es pot trobar en la seva afirmació que la presó és "Un exemple del paradís socialista, on predomina la igualtat, tot se subministra i s'elimina la competència".
El 1908, Hubbard va ser el principal orador en la reunió anual de The Society in Dedham for Apprehending Horse Thieves. Abans de morir, Hubbard planejava escriure una història sobre Felix Falcó Volador, l'únic fill del líder oglala lakota Falcó Volador. Hubbard va conèixer de l'existència de Falcó Volador durant el 1915 a través de Major Israel McCreight.
El 1912, el famós transatlàntic de passatgers RMS Titanic es va enfonsar després de xocar amb un iceberg. Hubbard posteriorment va escriure sobre el desastre,i va assenyalar la història d'Ida Straus, que com a dona se suposava que havia de pujar primer als bots salvavides que els homes, però es va negar a embarcar al bot i a abandonar el seu marit. Hubbard va afegir el seu propi comentari: 
| « | Senyor i Sra. Straus, us envejo aquest llegat d'amor i lleialtat als vostres fills i nets. El coratge tranquil que fou vostre tota la vostra llarga i útil carrera, va ser la vostra possessió a la mort. Sabíeu com fer tres grans coses: sabíeu com viure, com estimar i com morir. Una cosa és segura, només hi ha dues maneres respectables de morir. Una és de vellesa i l'altre és per accident. Tota malaltia és indecent. El suïcidi és atroç. Però, traspassar com ho van fer el senyor i la senyora Isidor Straus és gloriós. Pocs tenen aquest privilegi. Amants feliços, tots dos. En vida mai no se separaren i en la mort no es van dividir." | » |

## Condemna i perdó
Al començament de la Primera Guerra Mundial, Hubbard va publicar una gran quantitat de comentaris relacionats a The Philistine i es va posar ansiós per creuar l'oceà, informar sobre la guerra i entrevistar al propi kaiser. No obstant això, Hubbard s'havia declarat culpable l'11 de gener de 1913, al tribunal de districte del jutge John R. Hazel, de violar la secció 211 del codi penal. Hubbard va ser condemnat per un delicte de distribució de material "objectable" (o "obscè") en violació de les lleis postals. La sentència va ser suspesa per a cinc càrrecs addicionals mentre hi hagués bon comportament, però Hazel va multar Hubbard amb 100 dòlars$ 100 i la condemna federal va donar lloc a una revocació dels drets civils de l'editor.
Hubbard va demanar un perdó presidencial a William Howard Taft, però l'administració va rebutjar la sol·licitud com a "prematura".Quan la seva sol·licitud d'un passaport va ser denegada el 1915, Hubbard va dirigir-se directament a la Casa Blanca i va advocar amb el secretari personal de Woodrow Wilson, Joseph P. Tumulty. En aquell moment, el president es trobava enmig d'una reunió de gabinet, però Tumulty va interrompre i, en conseqüència, el secretari d'estat (William Jennings Bryan) i el Fiscal General Thomas Gregory també van poder escoltar la situació i la necessitat de Hubbard.
Es va considerar que el perdó era apropiat, i el procés d'aplicació de clemència de Hubbard va durar exactament un dia.El setanta-cinc per cent dels peticionaris de clemència durant aquest any fiscal no van ser tan afortunats; es van denegar les seves sol·licituds, es van informar negativament o no es van adoptar mesures. En rebre el seu perdó, Hubbard va obtenir un passaport i, l'1 de maig de 1915, va marxar amb la seva esposa de viatge a Europa.

## Mort
Una mica més de tres anys després de l'enfonsament del Titanic, els Hubbards van abordar el RMS Lusitania a la ciutat de Nova York. El 7 de maig de 1915, mentre que es trobaven al mar, a 18 km d'Old Head of Kinsale, Irlanda, el vaixell va ser torpedinat i enfonsat per l'U-Boot alemany SM U-20. El seu final sembla haver seguit el patró que havia admirat en la senyora Straus. En una carta dirigida a Elbert Hubbard II del 12 de març de 1916, Ernest C. Cowper, supervivent d'aquest esdeveniment, va escriure:
| « | No puc dir específicament on eren el seu pare i la senyora Hubbard quan van arribar els torpedes, però puc dir-vos el que va passar després d'això. Van sortir de la seva habitació, que estava al costat del port del vaixell, i va arribar a la barqueta. Tampoc no semblaven empipats. El seu pare i la senyora Hubbard van unir els braços, seguint la moda en què sempre caminaven al pont i van seure preguntant-se què fer. Vaig passar amb un bebè que portava a un bot salvavides quan va dir: "Bé, Jack, ens han enxampat. És una maleïda vista pitjor del que mai vaig pensar". No es van moure molt lluny d'on eren originalment. Mentre em movia a l'altre costat del vaixell, preparant un salt quan arribés el moment adequat, li vaig cridar: "Què faràs?" i ell només va sacsejar el cap, mentre la senyora Hubbard somreia i deia: "No sembla que hi hagi res a fer". L'expressió semblava produir acció per part del seu pare, perquè llavors va fer una de les coses més dramàtiques que he vist fer. Va tornar amb la senyora Hubbard i van entrar a la sala de la coberta superior, la porta estava oberta i la va tancar darrere d'ell. Era evident que la seva idea era que morissin junts, i no correrien el risc d'abandonar-se a l'aigua. | » |

Les botigues Roycroft, gestionades pel fill de Hubbard, Elbert Hubbard II, van operar fins a 1938.

## Reconeixement pòstum
Els col·laboradors en un llibre de 360 pàgines publicat per Roycrofters i titulat In Memoriam: Elbert and Alice Hubbard incloïen famosos com el magnat de la indústria càrnia J. Ogden Armour, el teòric de negocis i fundador del Babson College Roger Babson, el botànic i horticultor Luther Burbank, el fundador de la companyia de llavors Washington Atlee Burpee, el magnat del quètxup Henry J. Heinz, el fundador del Servei de Parcs Nacionals Franklin Knight Lane, el reeixit escriptor Orison Swett Marden, l'inventor de la moderna tira còmica Richard Felton Outcault, el poeta James Whitcomb Riley, el Premi Nobel de la Pau Elihu Root, l'evangeslita Billy Sunday, l'intel·lectual Booker T. Washington, i la poetessa Ella Wheeler Wilcox.
L'assaig de Hubbard Message to Garcia fou adaptat al cinema dos cops: en la pel·lícula muda del 1916 A Message to Garcia i a la pel·lícula A Message to Garcia del 1936.

## En la cultura popular
Mack Bolan, el personatge principal de la sèrie de ficció de Don Pendleton, Executioner, cita sovint com a inspiració una cita d'Hubbard: "Déu no et veurà per les medalles, diplomes o graus, sinó per les cicatrius"
Al final de la pel·lícula de dibuixos animats Rabbit's Feat del 1960, on apareixen Bugs Bunny i Wile E. Coyote, Bugs cita Hubbard tot dient, "No et prenguis la vida massa seriosament. Al capdavall, mai no aconseguiràs sortir-ne viu."
La frase "Els cementiris estan plens d'homes indispensables" pot haver-se originat amb Hubbard.
Una cita de Hubbard's de la seva biografia del desenvolupador nord-americà d'automoció John North Willys:, "No facis res, no diguis res, i no siguis res, i mai no seràs criticat" és sovint atribuïda, de manera errònia, a Aristòtil.

## Obres selectes
- Forbes of Harvard (1894)
- No Enemy But Himself (1894)
- Little Journeys to the Homes of the Great (1895–1910)
- The Legacy (1896)
- A Message to Garcia (1899)
- A Message to Garcia and Thirteen Other Things (1901)
- Love, Life and Work (1906)
- White Hyacinths (1907)
- Health and Wealth (1908)
- The Mintage (1910)
- Jesus Was An Anarchist (1910), publicat també com a The Better Part
- Elbert Hubbard's Scrap Book (1923)
- The Note Book of Elbert Hubbard (1927)
- The Philosophy of Elbert Hubbard (1930)
- An American Bible (1946) Alice Hubbard, Editor